# Bataille de l'île de Gotland
Première Guerre mondiale
Batailles
- Blocus allié de l'Allemagne
- Odensholm (08-1914)
- 1re Heligoland (08-1914)
- Action du 22 septembre 1914
- Falklands (12-1914)
- Dogger Bank (01-1915)
- Gotland (07-1915)
- Golfe de Riga (08-1915)
- Yarmouth et Lowestoft (04-1916)
- Jutland (05-1916)
- Funchal (12-1916)
- Combat entre le Leopard et le HMS Achilles
- Pas-de-Calais (04-1917)
- Combat entre le HMAS Sydney et le LZ92
- Détroit de Muhu (10-1917)
- 2e Heligoland (11-1917)
- Croisière de glace (02/03-1918)
- Zeebruges (04-1918)
- 1er Ostende (04-1918)
- 2e Ostende (05-1918)
- Sabordage allemand à Scapa Flow (06-1919)

Bataille de la mer Noire
- 12 octobre 1914
- Odessa (10-1914)
- Novorossiisk
- Feodosia
- Cap Sarytch
- île Kirpen (1re)
- île Kirpen (2e)

Front d'Europe de l'Ouest
Front italien
Front d'Europe de l'Est
Front des Balkans
Front africain
Front du Moyen-Orient
La bataille de l'île de Gotland est un engagement naval livré le 2 juillet 1915, pendant la Première Guerre mondiale, au large des côtes de la Suède, pays neutre lors de ce conflit.
Elle oppose une flotte de la marine impériale russe commandée par le kontr-admiral Bakhirev et soutenue par un sous-marin britannique, à une escadre de la marine impériale allemande sous les ordres du commodore Karpf.

## Déroulement de la bataille

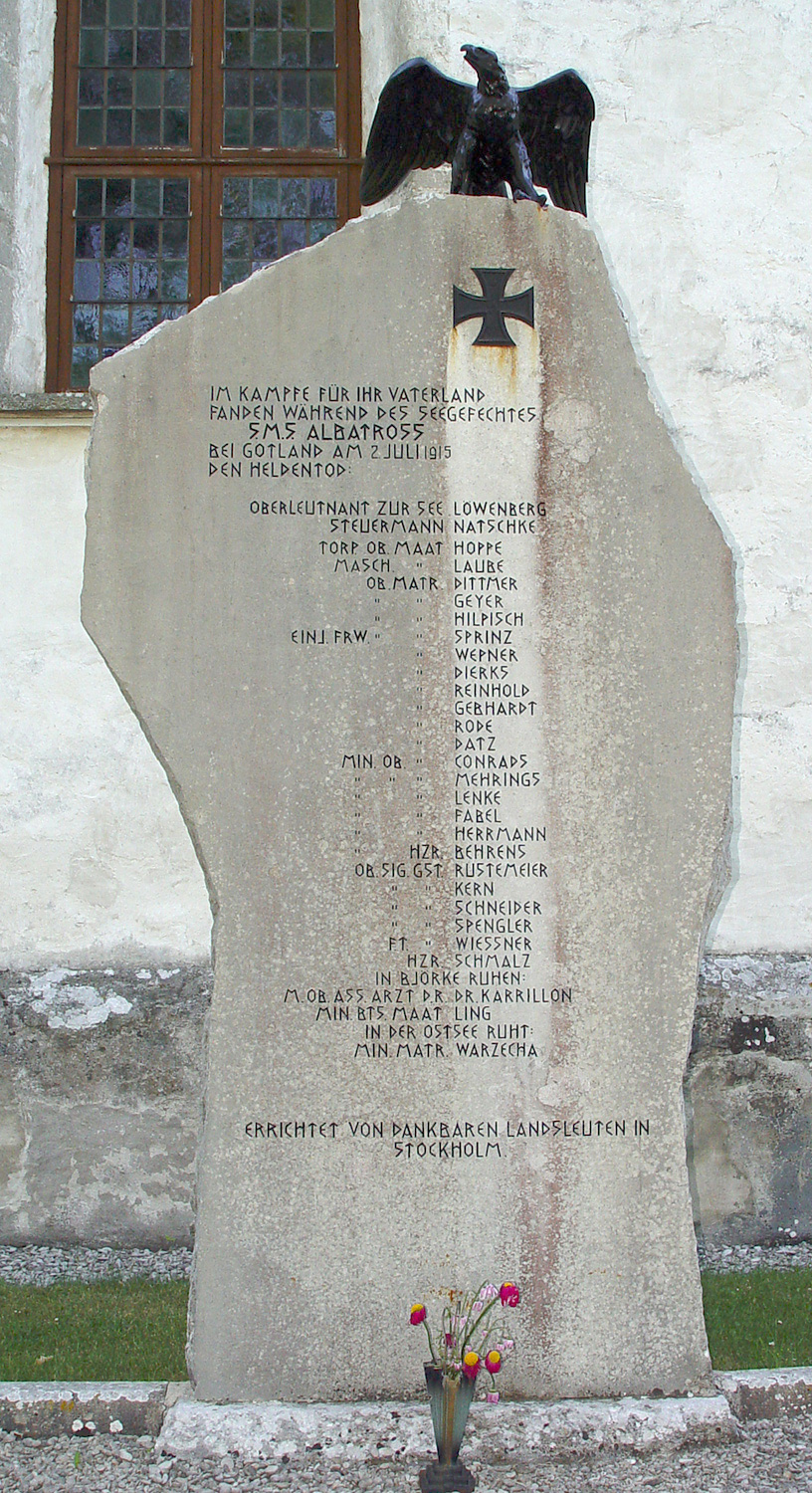
Monument dédié au SMS Albatross

Le croiseur allemand SMS Albatross, escorté par le croiseur cuirassé SMS Roon, les croiseurs légers SMS Augsburg et SMS Lübeck, et sept destroyers (sous les ordres du Kommodore Johannes von Karpf), étaient en train de mouiller des mines au large des îles Åland, lorsque apparaissent les croiseurs cuirassés russes Amiral Makarov et Baïan, ainsi que les croiseurs légers Oleg et Bogatyr.
Dans le duel d'artillerie qui s'ensuivit, l’Albatross fut gravement endommagé et s'échoua sur les rives de l'île de Gotland tandis que plusieurs navires russes et allemands étaient touchés. Des deux côtés, des renforts arrivèrent et se joignirent à la bataille : le croiseur cuirassé Riourik et le destroyer Novik pour les Russes, les croiseurs cuirassés SMS Prinz Adalbert et SMS Prinz Heinrich pour les Allemands.
Ces derniers finirent par renoncer au combat et lors de leur retraite, le sous-marin E 9 de la Royal Navy, arrivé opportunément sur les lieux, torpilla le Prinz Adalbert au large de Dantzig.